# Golden Chicken
Série
Golden Chicken 2
(2003)
Pour plus de détails, voir Fiche technique et Distribution.
Golden Chicken (金雞, Gam gai) est une comédie dramatique hongkongaise co-écrite et réalisée par Samson Chiu et sortie en 2002 à Hong Kong. Sa suite, Golden Chicken 2, sort l'année suivante.
Elle totalise 2 298 488 HK$ de recettes au box-office.

## Synopsis
Kam (Sandra Ng), une prostituée hongkongaise, se retrouve enfermée dans un vestibule de distributeur automatique de billets avec un voleur (Eric Tsang) à qui elle raconte sa vie de prostituée et la manière dont elle est entrée dans la profession.

## Fiche technique
- Titre original : 金雞
- Titre international : Golden Chicken
- Réalisation : Samson Chiu
- Scénario : Samson Chiu et Matt Chow (en)
- Direction artistique : Hai Chung-man et Wong Bing-yiu
- Costumes : Chris Wong
- Photographie : Jacky Tang
- Montage : Cheung Ka-fai (en)
- Musique : Peter Kam
- Production : Peter Chan et Jojo Hui
- Société de production : Applause Pictures et Panorama Entertainment
- Société de distribution : Applause Pictures (Hong Kong) et Golden Harvest
- Pays d'origine :  Hong Kong
- Langue originale : cantonais
- Format : couleur
- Genre : comédie dramatique
- Durée : 106 minutes
- Dates de sortie :
  -  Hong Kong : 26 décembre 2002

## Distribution
- Sandra Ng : Kam
- Eric Tsang : James Bong
- Andy Lau : lui-même
- Tony Leung Ka-fai : le professeur Chan
- Eason Chan : Steely Willy
- Hu Jun (en) : Ip Chi Kon
- Alfred Cheung : le docteur Cheung
- Chapman To : le propriétaire du bar
- Felix Wong : Richard
- Tiffany Lee : Kimmy
- Kristal Tin (en) : la mère de Kam
- Irene Tsu : la tante de Kam

## Récompenses
- 40e cérémonie des Golden Horse Awards : Meilleure actrice (Sandra Ng), Meilleure direction artistique (Hai Chung-man et Wong Bing-yiu) et Meilleurs maquillage et costumes (Hai Chung-man et Dora Ng)